# Cerococcus philippiae
Cerococcus philippiae är en insektsart som beskrevs av Lambdin och Kosztarab 1977. Cerococcus philippiae ingår i släktet Cerococcus och familjen Cerococcidae.
Artens utbredningsområde är Madagaskar. Inga underarter finns listade i Catalogue of Life.